# Johnston Cornish

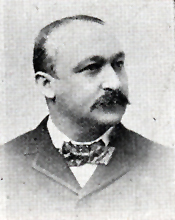
Johnston Cornish

Johnston Cornish (* 13. Juni 1858 in Bethlehem, Hunterdon County, New Jersey; † 26. Juni 1920 in Washington, New Jersey) war ein US-amerikanischer Politiker. Zwischen 1893 und 1895 vertrat er den Bundesstaat New Jersey im US-Repräsentantenhaus.

## Werdegang
Johnston Cornish besuchte die öffentlichen Schulen seiner Heimat. Im Jahr 1870 zog er mit seinen Eltern nach Washington im Warren County. Später absolvierte er das Easton Business College in Pennsylvania. Danach arbeitete er als Klavier- und Orgelbauer. Gleichzeitig begann er als Mitglied der Demokratischen Partei eine politische Laufbahn. In den Jahren 1884, 1885 und 1886 wurde er zum Bürgermeister von Washington gewählt. Von 1891 bis 1893 saß er im Senat von New Jersey.
Bei den Kongresswahlen des Jahres 1892 wurde Cornish im vierten Wahlbezirk von New Jersey in das US-Repräsentantenhaus in Washington, D.C. gewählt, wo er am 4. März 1893 die Nachfolge von Samuel Fowler antrat. Da er im Jahr 1894 nicht bestätigt wurde, konnte er bis zum 3. März 1895 nur eine Legislaturperiode im Kongress absolvieren. Zwischen 1900 und 1902 sowie nochmals von 1906 bis 1911 gehörte er erneut dem Senat von New Jersey an.
Im Jahr 1910 wurde Cornish Präsident seiner Firma Cornish Piano Co. Er war auch Mitglied im Staatsvorstand der Demokratischen Partei. Außerdem fungierte er als Präsident der First National Bank in seinem Wohnort Washington und der Washington Water Co. sowie der Warren County Bankers’ Association. Er starb am 26. Juni 1920 in Washington, wo er auch beigesetzt wurde.